# Какао (Порторико)
Какао (шп. Cacao) град је у америчкој острвској територији Порторико, острвској држави Кариба.

## Демографија
По попису из 2010. године број становника је 1.001, што је 1.067 (-51,6%) становника мање него 2000. године.
| Група             | 2000.         | 2010.       |
| Белци             | 12 (0,6%)     | 4 (0,4%)    |
| Афроамериканци    | 53 (2,6%)     | 48 (4,8%)   |
| Азијати           | 0 (0,0%)      | 1 (0,1%)    |
| Хиспаноамериканци | 2.056 (99,4%) | 994 (99,3%) |
| Укупно            | 2.068         | 1.001       |